# Teresa Ferrer i Serras
Teresa Ferrer i Serras (Palafrugell, 29 de desembre de 1950 – 13 de juny de 1992), filla de l'industrial surer Mineu Ferrer Jordà i de Catalina Serras Oliver; va ser la segona de quatre germans: Antònia, Teresa, Mineu i Joan. Es va casar amb el palafrugellenc Tomàs Moret Riera, empresari de la construcció, gran esportista de vela. Van tenir tres fills: Joan Moret, Lluís Moret I Tomàs Moret.
Va estudiar magisteri i en l'àmbit professional va exercir de mestra a l'escola pública Barcelona i Matas de Palafrugell (del 1985 al 1992). En l'àmbit polític, va ser regidora de l'Ajuntament de Palafrugell, en concret de l'àrea de Serveis Socials, Joventut i Sanitat (1987-1988).
En l'àmbit social, va ser secretària de l'Associació Tramuntana d'Ajut i Reinserció del Toxicòman (ATARTS), d'abast gironí, des de la seva fundació (l'any 1985) fins al 1987, any en què va ocupar-ne la presidència fins a la seva mort. Aquesta entitat va ser fundada amb l'objectiu d'ajudar els toxicòmans i aconseguir la seva reinserció familiar i social. Durant aquest període, l'Associació ATARTS amb el suport del Centre Terapèutic SERGI va aconseguir disposar de la casa de pagès can Serra, situada a la serra de la Mare de Déu del Món per convertir-la en un centre de rehabilitació de toxicòmans. Poc després de la seva mort, el 1993, es creà la Fundació Teresa Ferrer, d'atenció a drogodependències, amb seu a Girona i d'àmbit estatal, la qual porta el seu nom en reconeixement de la seva feina en aquest camp i per donar continuïtat al propòsit de l'ajuda a la reinserció del toxicòman.
L'Ajuntament de Palafrugell, a iniciativa de l'Associació Suport a la Dona, va aprovar el 27 de març de 2013 posar el seu nom a un carrer de Calella de Palafrugell amb la inscripció "mestra i dinamitzadora social".
En l'àmbit esportiu, va ser esportista de vela amb la classe 420 com a tripulant amb el seu marit i patró, els quals van aconseguir la primera posició al Campionat de Catalunya de 1968, celebrat a Arenys de Mar, i també al Campionat d'Espanya de 1969, celebrat a Mallorca. Així mateix, el 31 d'octubre de 1968 va ser nomenada Pubilla de l'Esport de Palafrugell.